# Djadu
Djadu, Djado o Jadu (àrab: جادو, Jādū) fou la capital del Jabal Nafusa oriental a Líbia. Avui Jadu és una vila de la municipalitat de Yafran a Líbia. L'antiga Djadu estava formada per entre tres i cinc viles: Djadu, al-Gisr, Ushebari, i potser Yudjlin i Temudjet. Ja existia abans de la conquesta musulmana i era estació de la via entre Trípoli i Fezzan i el Sudan Central. No s'esmenta no obstant fins al segle viii. En aquest temps fou el centre del poder polític ibadita al Djabal Nafusa. Abu Mansur Ilyas, governador designat per l'imam rustàmida de Tahert hi va tenir la seva seu i després l'imam independent Abu Yahya Zakariyya al-Irdjani. Llavors la població era gran amb mesquites, mercats i una considerable població jueva i negres de l'Imperi de Kanem. Després de la caiguda de l'imamat de Tahert s'esmenten hakims (caps locals) de Djadu (segona meitat del segle X) al costat d'altres hakims del Djabal Nafusa (i fins i tot uns hakims de la tribu Banu Zemmur); el primer conegut és Abu Muhammad al-Darfi al que va succeir el seu fill Abu Yahya Yusuf que vivia l'any 1000. Encara existien al segle xi. Després la ciutat i regió va perdre tota importància. A la II Guerra Mundial fou el lloc d'un camp de concentració.